# Dulcidio
Dulcidio fou un religiós gallec, que fou bisbe de Zamora aproximadament entre el 924 i el 950, i hauria estat segons alguns autors bisbe titular de Salamanca, quan era sede in partibus infidelium, dominada pels musulmans.
Originari probablement d'una família noble de la zona de Tui, és esmentat pel cronista Gil González Dávila, que li atorga una cronologia entre 920 i 940, mentre que Enrique Flórez diu que té presència del nom de Dulcidio fins a l'any 940, però sembla haver-hi una última referència del 947 al monestir de Sahagún. La crònica de Sampiro esmenta a dos bisbes, Dulcidio i Ermogio, com a capturats i empresonats per Abd al-Rahman III després d'una campanya andalusí a Muez, el 920. S'havia esmentat que eren els bisbes de Salamanca i Tui, respectivament, si bé s'ha demostrat que en realitat eren el de Zamora i el de Porto, de fet, Salamanca encara es trobava teòricament despoblada en aquell moment i que hagués sigut només un bisbat in partibus infidelium o sede nullis, del qual es documenta un bisbe entre 916 i 920. Ambdós van ser alliberats, abans de l'any 924, en vida del rei Ordoni II de Lleó.
De fet, és a partir d'aquesta data quan comença a aparèixer documentalment en el bisbat de Zamora. Els cronistes i autors antics no acostumen a donar un final d'episcopat posterior més tardà al 940 o al 944, Martínez Díez esmenta que torna a aparèixer en la documentació el 949, en un concili celebrat a la ciutat de Lleó, en presència del rei Ramir II i de la majoria de comtes i bisbes del regne.
D'altra banda, la confusió existent amb un bisbe Dulcidio de Salamanca és evident. De fet, Prudencio de Sandoval considerà que el bisbe de Zamora era el mateix que el de Salamanca, el qual hauria canviat d'un any per l'altre de seu episcopal, mentre que Enrique Flórez creia que unes primeres referències documentals a un bisbe Dulcidio —sense esment del títol— dels anys 920 i 926 podrien haver correspost a un bisbe de Salamanca contemporani, perquè coincidirien segons la seva cronologia amb el mandat de Juan I. No obstant això, si seguim el que diu Martínez Díez, en aquell moment la ciutat de Salamanca no havia estat ocupada ni poblada encara pel regne de Lleó. Tanmateix, almenys en unes dates més tardanes, entre el 937 i el 952, apareix un bisbe Dulcidio com a bisbe de Zamora i Salamanca indistintament, que no permet saber si realment eren dues persones diferents o la mateixa. Esmenta Bernardo Dorado, citant a Sandoval, que el mateix Dulcidio el 943 va signar una escriptura d'aquesta forma: «Dulcidio Obispo de Salamanca, que fue cautivo en Cordoba, que se llama Obispo de Numancia [Zamora] que en este tiempo era un Obispado mismo, por ser las Iglesias pobres.» insinuant que ambdues eren encapçalades per un mateix bisbe, si bé és evident que Salamanca només ho era per títol, per estar en territori musulmà.